# Cerus breedensis
Cerus breedensis är en insektsart som beskrevs av Pieter D. Theron 1984. Cerus breedensis ingår i släktet Cerus och familjen dvärgstritar. Inga underarter finns listade i Catalogue of Life.